# Фильково (Бежаницкий район)
Фильково — деревня на юго-западе Бежаницкого района Псковской области. Входит в состав сельского поселения Кудеверская волость.
Расположена на Бежаницкой возвышенности, на западном берегу озера Ратное, в 5 км к югу от волостного центра Кудеверь и в 52 км к юго-западу от райцентра Бежаницы.
Численность населения деревни по состоянию на 2000 год составляла 15 жителей.